# Consonne alvéolaire
« Alvéolaire » redirige ici. Pour les autres significations, voir Alvéole.
Cette page contient des caractères spéciaux ou non latins. S’ils s’affichent mal (▯, ?, etc.), consultez la page d’aide Unicode.

Une consonne alvéolaire, ou plus brièvement alvéolaire, est, en phonétique articulatoire, une consonne apicale dont le lieu d'articulation se situe au niveau des alvéoles des dents de la mâchoire supérieure. La constriction est obtenue avec la langue.
On distingue deux types d'alvéolaires : les consonnes alvéolaires laminales, articulées avec le dos de la langue (comme en castillan standard), et les consonnes apico-alvéolaires, articulées avec la pointe de la langue (comme en français ou en anglais).
Le français comporte les alvéolaires [s], [z] et [l].

## Typologie
On distingue différents types de consonnes alvéolaires :

### Consonnes alvéolairesstricto sensu
- consonnes affriquées alvéolaires :
  - consonne affriquée alvéolaire sourde
  - consonne affriquée alvéolaire voisée
  - consonne affriquée latérale alvéolaire sourde
  - consonne affriquée latérale alvéolaire voisée
- consonnes battues :
  - consonne battue alvéolaire voisée
  - consonne battue latérale alvéolaire voisée
- consonnes fricatives :
  - consonne fricative alvéolaire sourde
  - consonne fricative alvéolaire voisée
  - consonne fricative éjective alvéolaire
  - consonne fricative latérale alvéolaire sourde
  - consonne fricative latérale alvéolaire voisée
- consonne nasale alvéolaire voisée
- consonnes occlusives :
  - consonne occlusive alvéolaire sourde
  - consonne occlusive alvéolaire voisée
  - consonne occlusive éjective alvéolaire
  - consonne occlusive injective alvéolaire
- consonnes roulées :
  - consonne roulée alvéolaire sourde
  - consonne roulée alvéolaire voisée
- consonnes spirantes :
  - consonne spirante alvéolaire voisée
  - consonne spirante latérale alvéolaire sourde
  - consonne spirante latérale alvéolaire voisée
  - consonne spirante latérale alvéolaire vélarisée voisée
- clic alvéolaire latéral

### Consonnes palato-alvéolaires
- consonnes affriquées :
  - consonne affriquée palato-alvéolaire sourde
  - consonne affriquée palato-alvéolaire voisée
- consonnes fricatives :
  - consonne fricative éjective palato-alvéolaire
  - consonne fricative palato-alvéolaire voisée
  - consonne fricative palato-alvéolaire sourde

### Consonnes post-alvéolaires
- consonnes affriquées :
  - consonne affriquée post-alvéolaire sourde
  - consonne affriquée post-alvéolaire voisée
- consonnes fricatives :
  - consonne fricative éjective post-alvéolaire
  - consonne fricative post-alvéolaire sourde
  - consonne fricative post-alvéolaire voisée
- clic post-alvéolaire

## Dentales de l'API
L'alphabet phonétique international (API) n'utilise pas de symboles distincts pour les consonnes pulmonaires alvéolaires, dentales et post-alvéolaires, hormis pour les fricatives et les affriquées. On a recours au diacritique [  ̪] (pontet souscrit) lorsqu'il est nécessaire de différencier les dentales et à [  ̠] (signe moins souscrit) pour les post-alvéolaires.
Les lettres simples [s, t, n, l, etc.] sont supposées être alvéolaires, mais cela peut également traduire le fait que la langue décrite ne fait pas la distinction entre deux lieux d'articulations ou plus. Lorsqu'il est nécessaire de spécifier qu'une consonne est alvéolaire, l'API étendu utilise le symbole [  ͇].
L'alphabet phonétique international recense les alvéolaires suivantes :
| API | Description                                            | Exemple    | Exemple     | Exemple      | Exemple             |
| --- | ------------------------------------------------------ | ---------- | ----------- | ------------ | ------------------- |
| API | Description                                            | Langue     | Orthographe | API          | Signification       |
| t   | Occlusive alvéolaire sourde                            | Français   | tu          | [ˈty]        |                     |
| d   | Occlusive alvéolaire voisée                            | Français   | deux        | [ˈdø]        |                     |
| n   | Occlusive nasale alvéolaire voisée                     | Français   | notre       | [ˈnɔtχ]      |                     |
| ɾ   | Battue alvéolaire voisée                               | Castillan  | pero        | [ˈpeɾo]      | mais                |
| r   | Roulée alvéolaire voisée                               | Castillan  | perro       | [ˈperːo]     | chien               |
| ɺ   | Battue latérale alvéolaire voisée                      | Venda      |             | [vuɺa]       | ouvrir              |
| s   | Fricative alvéolaire sourde                            | Français   | son         | [sõ]         |                     |
| z   | Fricative alvéolaire voisée                            | Français   | zoo         | [ˈzo]        |                     |
| ɬ   | Fricative latérale alvéolaire sourde                   | Gallois    | Llwyd       | [ˈɬʊɪd]      | nom de famille      |
| ɮ   | Fricative latérale alvéolaire voisée                   | Zoulou     | dlala       | [ˈɮálà]      | jouer               |
| t͡s  | Affriquée alvéolaire sourde                            | Allemand   | Zimmer      | [ˈt͡simɐ]     | pièce               |
| d͡z  | Affriquée alvéolaire voisée                            | Italien    | zanzara     | [d͡zanˈd͡zara] | moustique           |
| ɹ   | Spirante alvéolaire voisée                             | Anglais    | rest        | [ˈɹʷɛst]     | se reposer          |
| l   | Spirante latérale alvéolaire voisée                    | Français   | elle        | [ˈɛl]        |                     |
| ɫ   | Consonne spirante latérale alvéolaire vélarisée voisée | Anglais    | milk        | [ˈmɪɫk]      | lait                |
| tʼ  | Occlusive éjective alvéolaire                          | Géorgien   | ტიტა        | [tʼitʼa]     | tulipe              |
| sʼ  | Fricative éjective alvéolaire                          | Amharique  | ጼጋ          | [ˈsʼɛɡa]     | grâce               |
| ɗ   | Injective alvéolaire                                   | Vietnamien | đã          | [ˈɗɐː]       | indicateur du passé |
| ǁ   | Clic alvéolaire latéral                                | Nama       | ǁî          | [kǁĩː]       | discuté             |